# Полип
Полип е една от жизнените форми при мешестите животни. Другата форма е медуза.  Медузата е свободно плаваща форма, полипът е прикрепената форма, неподвижна или слабо подвижна (например хидрата). Тялото на полипа наподобява кух цилиндър; изградено е от два слоя клетки – ектодерма, разположена навън и ендодерма – разположена навътре. Празнината на тялото се съобщава с външната среда чрез единичен отвор, около който има пипалца с копривни клетки.
Полипите могат да бъдат единични или колониални. Полипите често образуват външен скелет, например коралите.
Всички полипни форми могат да се размножават безполово – чрез пъпкуване. При пъпкуването новият индивид се появява като пъпка (подутина) върху тялото, нараства, появяват се зачатъци на пипала. Новият организъм може да се откъсне от тялото на майката. При колониалните полипи двата организма могат да останат свързани.
При някои видове мешести полипните форми образуват също и полови продукти – яйцеклетки и сперматозоиди.